# Čarobna olovka
Čarobna olovka (pl.: Zaczarowany Ołówek) jest poljski animirani film koji je proizveo Se-ma-for.
U seriji se radi o dječaku po imenu Piotreku, njegovu psu Pimpku i patuljku koji im da olovku koja može materijalizirati sve što nacrtaju. Imala je 39 epizoda. Prvih 26 epizoda nije povezano pričom, ali posljednjih 13 vrte se oko likova koji sada kreću na misiju spašavanja izgubljena dječaka. Serija nije imala dijaloga.
Emitirala se od 1963. do 1977. godine.
Godine 1991. dugometražni film Putovanje čarobnom olovkom (Podróż z zaczarowanym ołówkiem) sastavljen je od materijala iz epizoda 27. – 39. za prikazivanje u kinima.